# Cauca (pan)
La cauca, kauka o cauquita es un pan típico de Bolivia.

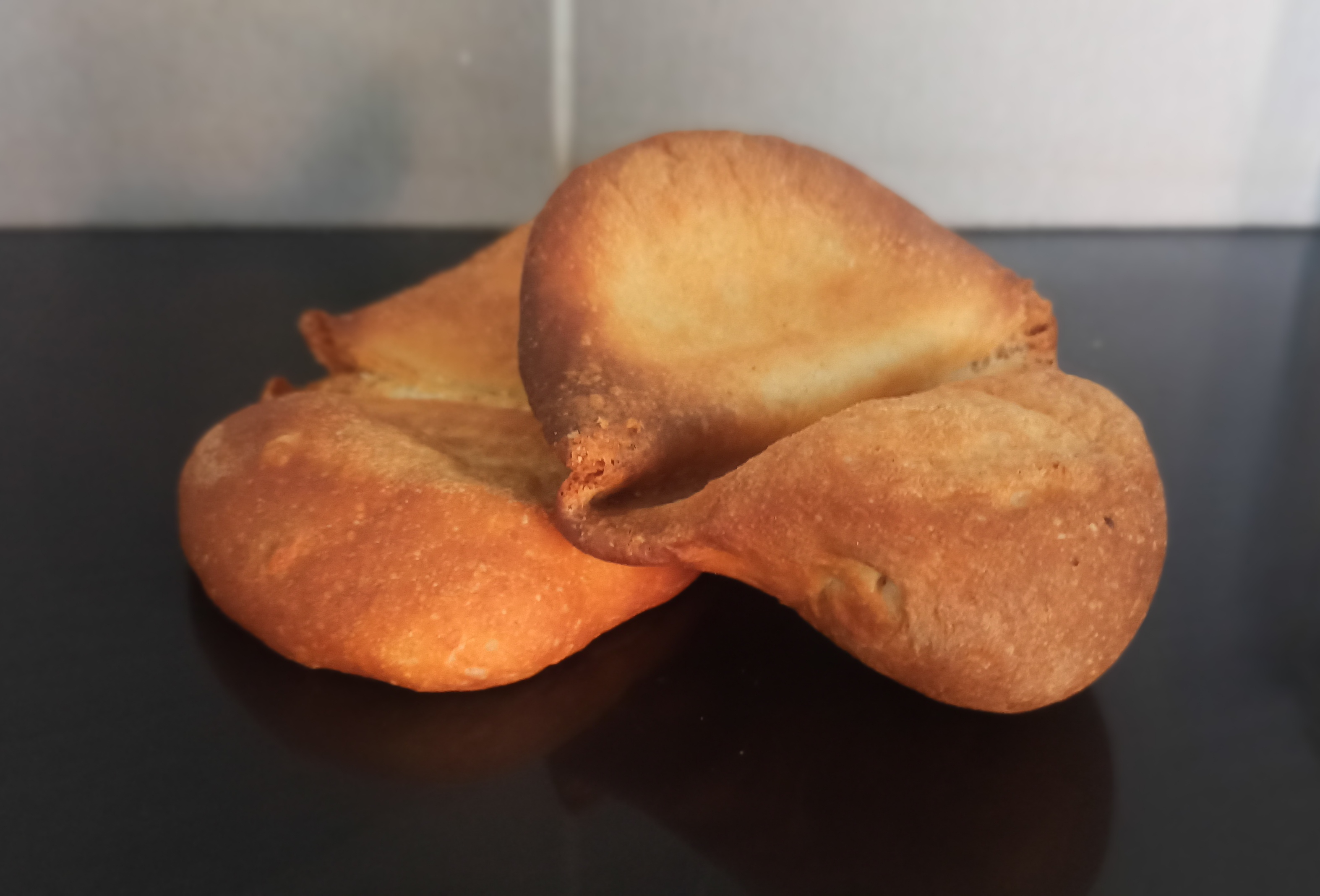
Pan cauca

## Ingredientes y elaboración
Elaborado con manteca y harina de trigo, su cubierta es crocante y su interior es más suave. Usualmente, antes del horneado, se aplana la parte del centro de la masa para que al salir del horno el pan esté semi-partido en dos, como si fueran gemelos.